# William H. Tooker
Pour les articles homonymes, voir Tooker.
William H. Tooker (né le 2 septembre 1869, mort le 10 octobre 1936) est un acteur de théâtre et de cinéma américain.

## Biographie
Tooker est membre de la compagnie Tivoli Comic Opera à San Francisco. À Broadway, il se produit en particulier dans The Coronet of the Duchess (1904) et The Governor's Lady (1912). Il fait ses débuts au cinéma sur la côte ouest dans The Stealers.
En plus de son activité en tant qu'acteur de théâtre et de cinéma, Tooker était chimiste et a inventé un produit pour cirer les chaussures.
Né à New York, il meurt à Hollywood en Californie,.

## Filmographie
- 1915 : How Molly Made Good (en)
- 1915 : The Curious Conduct of Judge Legarde (en)
- 1915 : Sunday
- 1915 : A Modern Magdalen : Joe Mercer

- 1916: A Fool's Revenge
- 1916 : A Modern Thelma
- 1916 : East Lynne
- 1916 : Ambition
- 1917 : Red, White and Blue Blood
- 1917 : The Bitter Truth
- 1917 : The Light in Darkness (en) d'Alan Crosland
- 1918 : Men

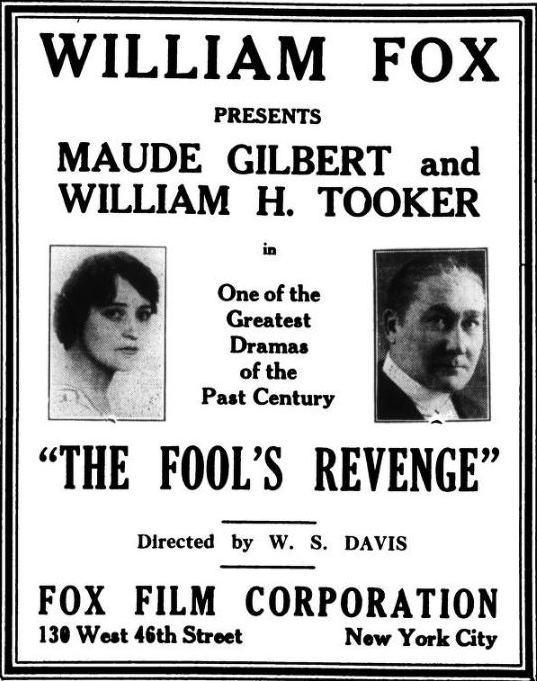
Affiche de A Fool's Revenge en 1916.

- 1918 : The Woman the Germans Shot
- 1919 : The Lost Battalion
- 1920 : Greater Than Fame (en) d'Alan Crosland
- 1920 : Heliotrope
- 1920 : The Vice of Fools
- 1920 : The Stealers
- 1920 : The Greatest Love
- 1921 : Le Rachat du passé (Proxies)
- 1921 : The Power Within
- 1921 : Worlds Apart

- 1921 : God's Country and the Law
- 1922 : Peacock Alley
- 1922 : Beyond the Rainbow
- 1922 : The Cradle Buster
- 1922 : My Friend the Devil
- 1923 : Sinner or Saint
- 1923 : The Purple Highway
- 1923 : Wife in Name Only

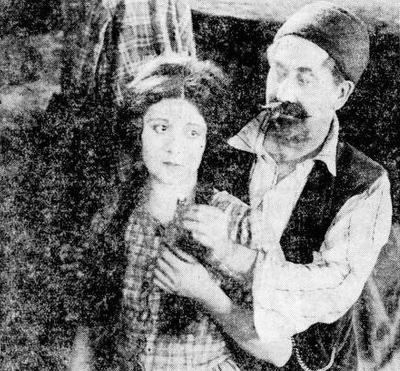
Dans God's Country and the Law avec Gladys Leslie en 1921.

- 1924 : The Lone Wolf de Stanner E. V. Taylor
- 1924 : The Average Woman
- 1924 : Who's Cheating?
- 1925 : The Phantom Express
- 1926 : La Lettre écarlate (The Scarlet Letter)
- 1926 : The White Black Sheep
- 1926 : The Merry Cavalier
- 1927 : Two Girls Wanted
- 1927 : The Devil Dancer
- 1927 : Jake the Plumber
- 1927 : The Night of Love
- 1927 : Birds of Prey
- 1928 : A Woman Against the World
- 1928 : Virgin Lips
- 1928 : Sweet Sixteen
- 1928 : Night Watch
- 1928 : Romance of the Underworld
- 1929 : L'Affaire Bellamy (Bellamy Trial) de Monta Bell
- 1929 : No Defense